# Rabka-Zdrój
Rabka-Zdrój é um município da Polônia, na voivodia da Pequena Polônia e no condado de Nowy Targ. Estende-se por uma área de 36,31 km², com 12 964 habitantes, segundo os censos de 2016, com uma densidade de 357,0 hab/km².